# Walter Cox (Schauspieler)
Walter W. Cox ist ein US-amerikanischer Schauspieler und Filmproduzent.

## Leben
Cox begann Mitte der 1980er Jahre mit dem Fernsehschauspiel durch verschiedene Besetzungen in Fernsehserien. 1986 übernahm er eine größere Rolle in Angel’s Höllenkommando. 2001 fungierte er als Co-Produzent des Fernsehfilms Crazy Love – Hoffnungslos verliebt. Im selben Jahr produzierte er den Kurzfilm The A-List. Größere Serienrollen übernahm er 2012 in Luck und von 2015 bis 2016 in Inappropriate Parents. In den 2010er Jahren übernahm er vor allem in Kurzfilmen Charakterrollen. 2020 hatte er eine Nebenrolle in The Boys in the Band. Cox ist in Los Angeles im US-Bundesstaat Kalifornien wohnhaft.

## Filmografie

### Schauspieler
- 1984: Der Denver-Clan (Dynasty) (Fernsehserie, Episode 4x25)
- 1984–1986: Falcon Crest (Fernsehserie, 2 Episoden)
- 1985: Otherworld (Fernsehserie, Episode 1x03)
- 1986: Angel’s Höllenkommando (Hell Squad)
- 1986: Trapper John, M.D. (Fernsehserie, Episode 7x17)
- 1989: Danger Zone II – Die Rache (Danger Zone II: Reaper's Revenge)
- 1990: Invasion Force
- 1990: Repo Jake
- 1990: Deadly Dancer
- 1991: The Killers Edge
- 1992: Street Impact
- 1992: Zeit der Sehnsucht (Days of Our Lives) (Fernsehserie, Episode 1x6740)
- 1994: Silk Degrees
- 1995: Reich und schön (The Bold and the Beautiful) (Fernsehserie, Episode 1x1989)
- 1995: The Inner Voice
- 2005: Medical Investigation (Fernsehserie, Episode 1x18)
- 2010: Zeit der Sehnsucht (Days of Our Lives) (Fernsehserie, 2 Episoden)
- 2012: Luck (Fernsehserie, 4 Episoden)
- 2012: Body of Proof Webisodes (Mini-Serie, Episode 1x03)
- 2013: Horror Haiku (Fernsehserie)
- 2013: She Will Be Free (Kurzfilm)
- 2013–2016: CollegeHumor Originals (Fernsehserie, 5 Episoden, verschiedene Rollen)
- 2014: Coffee Diaries (Kurzfilm)
- 2014: Murder in the First (Fernsehserie, Episode 1x02)
- 2014: Bluffing (Kurzfilm)
- 2015: Reset (Kurzfilm)
- 2015–2016: Inappropriate Parents (Fernsehserie, 5 Episoden)
- 2016: Dating Daisy
- 2016: Hand Fart (Kurzfilm)
- 2016: Seattle Road
- 2016: FBE Sketches (Fernsehserie, Episode 1x09)
- 2016: Molotov Cocktail (Kurzfilm)
- 2016: Counter Intelligence (Kurzfilm)
- 2017: The Glue That Binds Us (Mini-Serie, Episode 1x01)
- 2017: Damon’s Tiki Bar (Fernsehserie, Episode 2x02)
- 2017: Allen (Kurzfilm)
- 2018: One Way Wolf Blitzer Freaky Friday (Kurzfilm)
- 2018: Revelations (Kurzfilm)
- 2020: The Boys in the Band

### Produzent
- 2001: Crazy Love – Hoffnungslos verliebt (Chasing Destiny) (Fernsehfilm)
- 2001: The A-List (Kurzfilm)